# Agapetes dispar
Agapetes dispar är en ljungväxtart som beskrevs av Airy Shaw. Agapetes dispar ingår i släktet Agapetes och familjen ljungväxter. Inga underarter finns listade i Catalogue of Life.